# 音バズ
『音バズ』（おんバズ）は、朝日放送ラジオの深夜の生放送の音楽番組である。

## 概要
番組のテーマ・コンセプトは「バズる」こと。音楽やカルチャーの話題を、各クール（半年）ごとに代わるアーティストやパフォーマーと、パートナー役の朝日放送テレビアナウンサー・増田紗織がSNSなども交えて発信していくものである。

## パーソナリティー
メインパーソナリティーは概ね半年間交代となっており、番組のタイトルアナウンスは『増田沙織と〇〇（メインパーソナリティー）の音バズ』としている。
- メインパーソナリティー
  - 2020年度下半期（2020年10月9日 - 2021年3月27日） - JAY’ED、Leola[1]
  - 2021年度上半期（2021年4月2日 - 2021年9月22日） - 岸本ゆめの、秋山眞緒（つばきファクトリー）[2]

※ここまで金曜0:30-1:00（木曜深夜）生放送
  - 2021年度下半期（2021年9月29日 - 2022年3月30日） - ボイメン大阪研究生メンバーが毎週交代で担当[3]

※ここから水曜1:00-1:30（火曜深夜）生放送
- パートナー - 増田紗織（朝日放送テレビアナウンサー　全シーズン通し）